# نیروی دفاع سرزمینی لهستان
نیروی دفاع سرزمینی لهستان (لهستانی: Wojska Obrony Terytorialnej – WOT) نیروی پیاده‌نظام سبک زیرمجموعه نیروهای مسلح لهستان است، که در سال ۲۰۱۷ تأسیس شد.